# Carrilades Ibero Romanes de L'Énova
Les carrilades ibero-romanes de l'Énova són uns solcs fets a les roques pels quals canalitzaven les rodes dels carros, per facilitar el transport de mercaderies pesades per terrenys de difícil trànsit. Les carrilades tenien unes dimensions concretes, relacionades amb la distància entre els eixos dels carros que hi transitaven. Per això, són considerats camins capaços tan sols per al pas d'un carro.
Les carrilades de l'Énova connecten perpendicularment la Via Augusta amb la costa mediterrània, passant per la vil·la romana de Cornelius, la zona del Pi d'Ambrosio, i creuant la vall de Barxeta. Se'n coneixen tres trams: dos que es troben entre Ènova i Barxeta i fan un total d'uns 1000 metres (un tram de 600 m i un altre de 400 m) i un tercer molt curt, de només uns 3 metres. Els solcs de les roderes tenen un profunditat variable, des de gairebé imperceptibles fins a una profunditat de 25 a 30 centímetres.
Aquestes carrilades estan directament relacionades amb l'explotació de les pedreres de marbre rosa dels Quatre Camins, o Llosar dels Frares, també al municipi de l'Énova.
Una part d'aquestes carrilades va ser descoberta de casualitat durant uns treballs de neteja i esbrossada, amb la qual cosa es va poder connectar prop de cent metres lineals d'aquestes empremtes iberoromanes que l'ajuntament intenta aconseguir declarar BIC al costat de la vila Cornelius i el planter dels Quatre Camins.
Segons els especialistes, els rodaments anaven des del planter fins a la costa, i en direcció oposada cap a terres de l'interior, esculpint així el camí que transitaven els carros, amb rodes revestides de ferro, des del segle I aC. fins al III d.C.
Les carrilades ibero-romanes de l'Énova presenten diferents amplades, superposant-se les romanes a les ibèriques. Això posa en relleu que certament gran part d'aquest camí ja existia en època dels ibers, anomenant-se Via Heràclea, per la qual cosa les carrilades de l'Énova uns camins sobre camins.